# Juan Alvarado y del Saz
Juan Alvarado y del Saz (* Agüimes, 23 de març 1855 - † Madrid, 1 de juny de 1935) fou un advocat i polític espanyol, que va ser ministre de Marina, d'Hisenda, de Gracia i Justícia i d'Estat durant el regnat d'Alfons XIII.

## Biografia
Estudià al Col·legi de San Agustín de Las Palmas de Gran Canària i es llicencià en Dret a la Universitat de Madrid. Iniciarà la seva carrera política de la mà d'Emilio Castelar, de qui en fou secretari, dins del Partit Demòcrata Possibilista, del que passarà, en 1893, a militar en el Partit Liberal.
Fou elegit diputat pel districte de Sariñena (província d'Osca) des de les eleccions generals espanyoles de 1886 fins a les eleccions generals espanyoles de 1923. Fou vicepresident del Congrés dels Diputats en 1901 i 1905. Gràcies a les seves gestions es va construir el primer port d'Arinaga i l'edifici de la Comandància de Marina de Telde.
Va ser ministre de Marina entre el 6 de juliol i el 30 de novembre de 1906, en un govern presidit per José López Domínguez. Entre el 21 d'octubre de 1909 i el 9 de febrer de 1910 ocuparia la cartera d'Hisenda en un gabinet presidit per Segismundo Moret. Tornaria a formar part d'un govern, en aquest cas presidit pel comte de Romanones, ocupant la cartera de Gracia i Justícia entre l'11 d'octubre de 1913 i el 19 d'abril de 1917, data en la qual passaria a ocupar la cartera de ministre d'Estat fins a l'11 de juny de 1917 sota la presidència de Manuel García Prieto.
El 1922 va presidir la Comissió Parlamentària encarregada d'estudiar l'expedient Picasso per tal de depurar les responsabilitats pel desastre d'Annual. En aquesta comissió també hi figurava el canari Leopoldo Matos y Massieu.